# Anteos (metge)
Anteos (Anthaeus, Ἀνθαῖος) va ser un metge grec del segle I aC o anterior, que tenia un remei basat en la superstició per curar la hidrofòbia, esmentat per Plini el Vell. Algunes de les seves prescripcions són comentades per Galè.
No se saben detalls de la seva vida, però la menció que en fa Plini el pot situar abans o durant el segle I aC.